# Choi Won-jong
Choi Won-jong (né le 13 janvier 1978) est un archer sud-coréen.

## Biographie
En 2005, Choi remporte l'or à l'épreuve par équipe homme aux championnats du monde en compagnie de Park Kyung-mo et Chung Jae-hun. Il remporte également le bronze dans l'épreuve individuelle.

## Palmarès
- Championnats du monde[1]
  -  Médaille de bronze à l'épreuve individuelle homme aux championnats du monde de 2005 à Madrid.
  -  Médaille d'or à l'épreuve par équipe homme aux championnats du monde de 2005 à Madrid (avec Park Kyung-mo et Chung Jae-hun).